# Gołubiewo (stacja kolejowa)
Gołubiewo (ros. Голубево) – stacja kolejowa w miejscowości Gołubiewo, w rejonie gurjewskim, w obwodzie królewieckim, w Rosji. Położona jest na linii Królewiec – Mamonowo. Peron znajduje się jedynie przy torze szerokim.
Stacja została otwarta w XIX w. na Pruskiej Kolei Wschodniej (berlińsko-królewieckiej). W okresie przynależności Prus Wschodnich do Niemiec nosiła nazwę Seepothen.